# 기리시 카나드

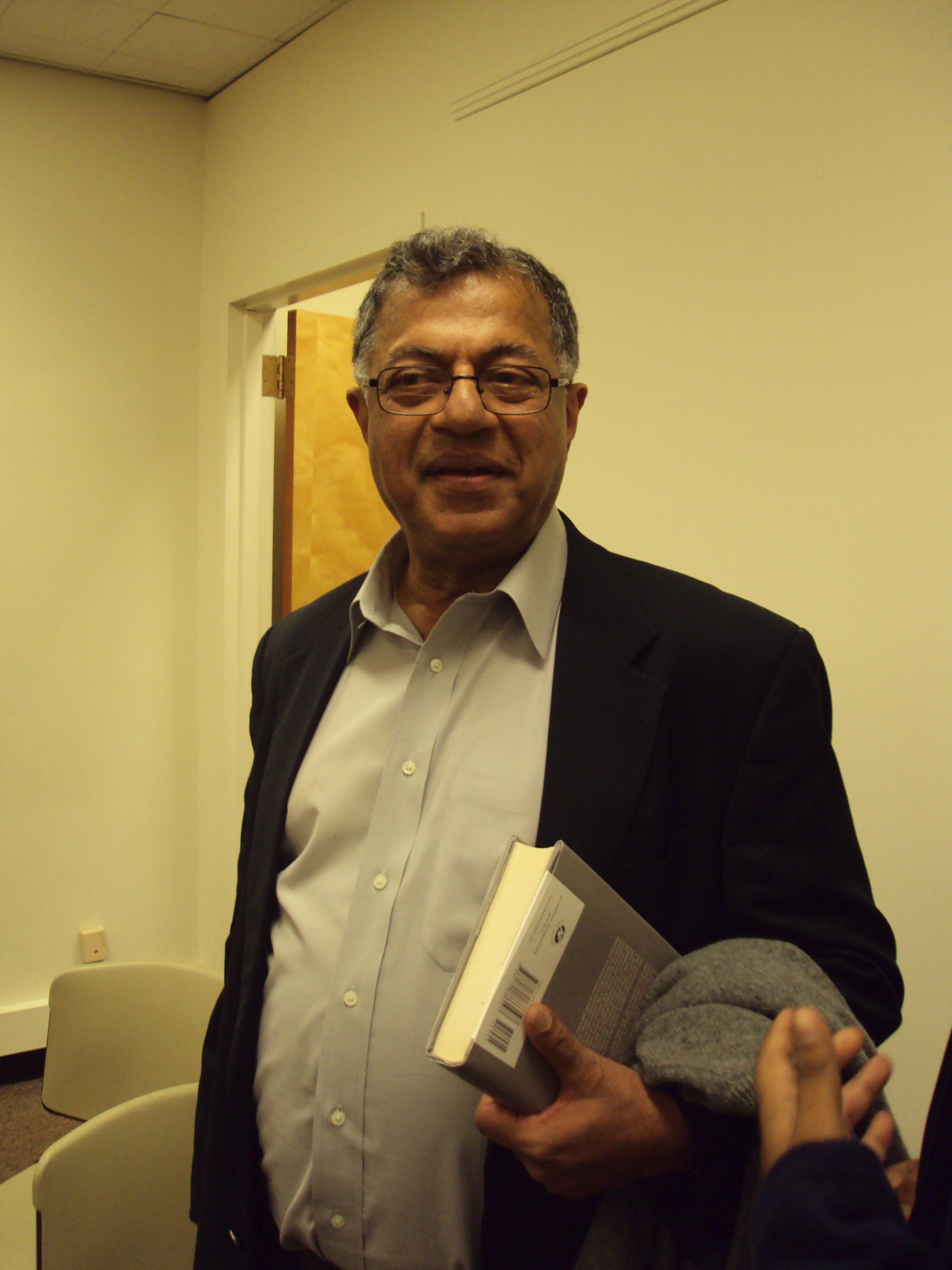

기리시 카나드(Girish Karnad, 1938년 5월 19일 ~ 2019년 6월 10일)는 인도의 작가, 연극 배우, 번역가, 각본가, 영화 감독, 언어학자, 영화배우이다.
벵갈루루에서 사망하였다. 사인은 다발성 장기 부전이다.

## 영화
- 타이거는 살아있다 (2017년)
- 바드리나트 키 둘하니아 (2017년)
- 시바이 (2016년)
- 24 (2016년)
- 찬드라 (2013년)
- 엑 타 타이거 (2012년)
- 도르 (2006년)
- 이끄발 (2005년)
- 콜 (2000년) - Mr. 라즈밴쉬 역
- 헤이 람 (2000년)
- 차이나 게이트 (1998년) - 선더 라잔 역
- 타랑 (1984년)
- 만탄 (1976년)
- 퓨너럴 라이츠 (1970년)